# Magnolia foveolata
Espèce
Statut de conservation UICN

 LC  : Préoccupation mineure
Magnolia foveolata est une espèce de plantes à fleurs de la famille des Magnoliacées. C'est un arbre originaire de Chine et du Viêt Nam.

## Description
C'est un arbre.

## Répartition et habitat
Cette espèce est présente en Chine (provinces du Fujian, Guangdong, Guangxi, Guizhou, Hainan, Hubei, Hunan, Jiangxi, Yunnan) et au Viêt Nam.